# Langhammars (naturreservat)
Langhammars är ett naturreservat i Fårö socken i Region Gotland på Gotland.
Området är naturskyddat sedan 1931 och är 479 hektar stort. Reservatet som ligger norr om orten Langhammars och på halvön Langhammarshammaren och består av ett raukområde, klapperstensstrand och ett sanddynsområde, delvis bevuxet med tallskog. 

## Galleri

Langhammars, Panoramabild
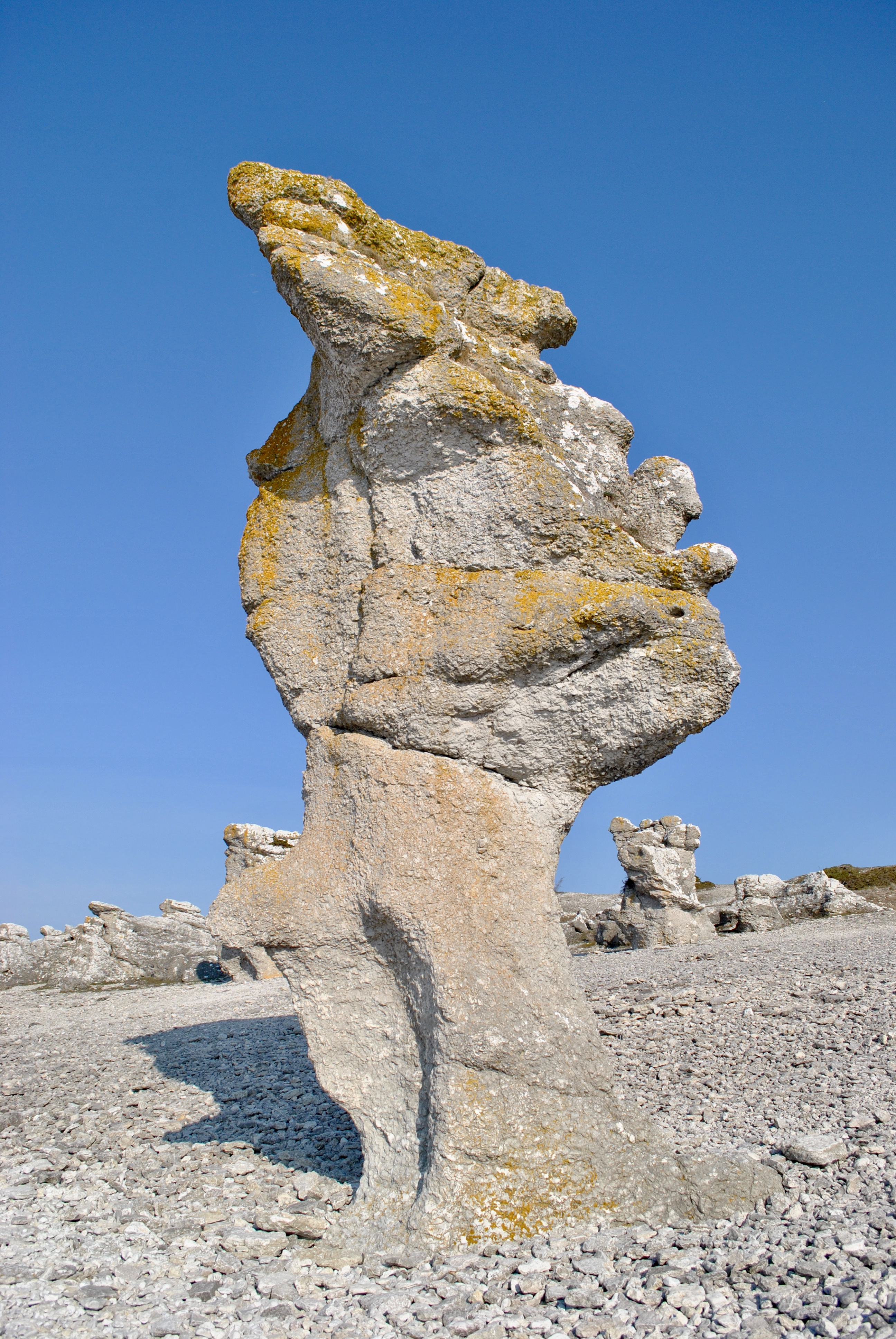
Rauk på Langhammars i form av en mans profil, Fårö (Gotland)
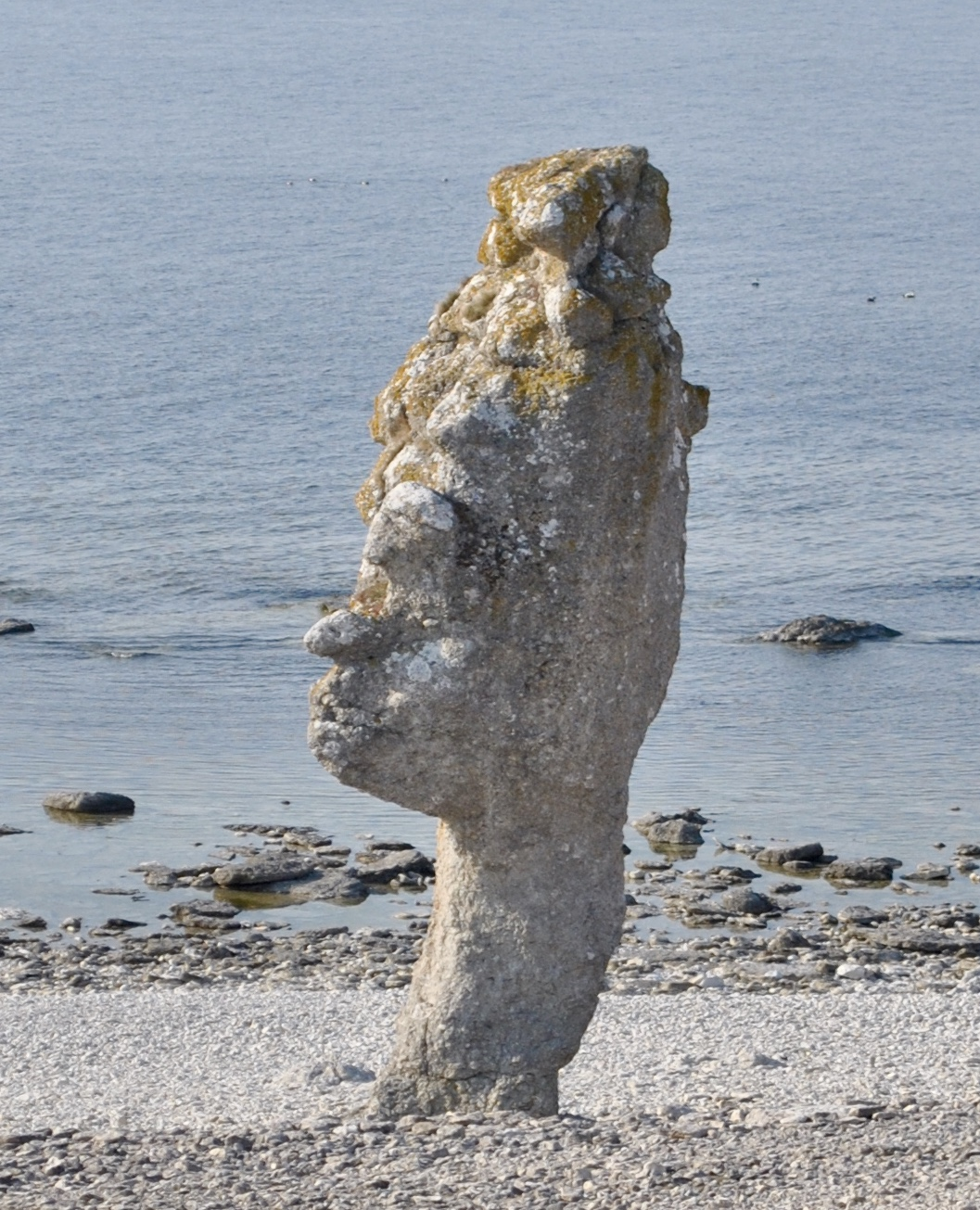
Rauk på Langhammars i form av en kvinnas profil, Fårö (Gotland)
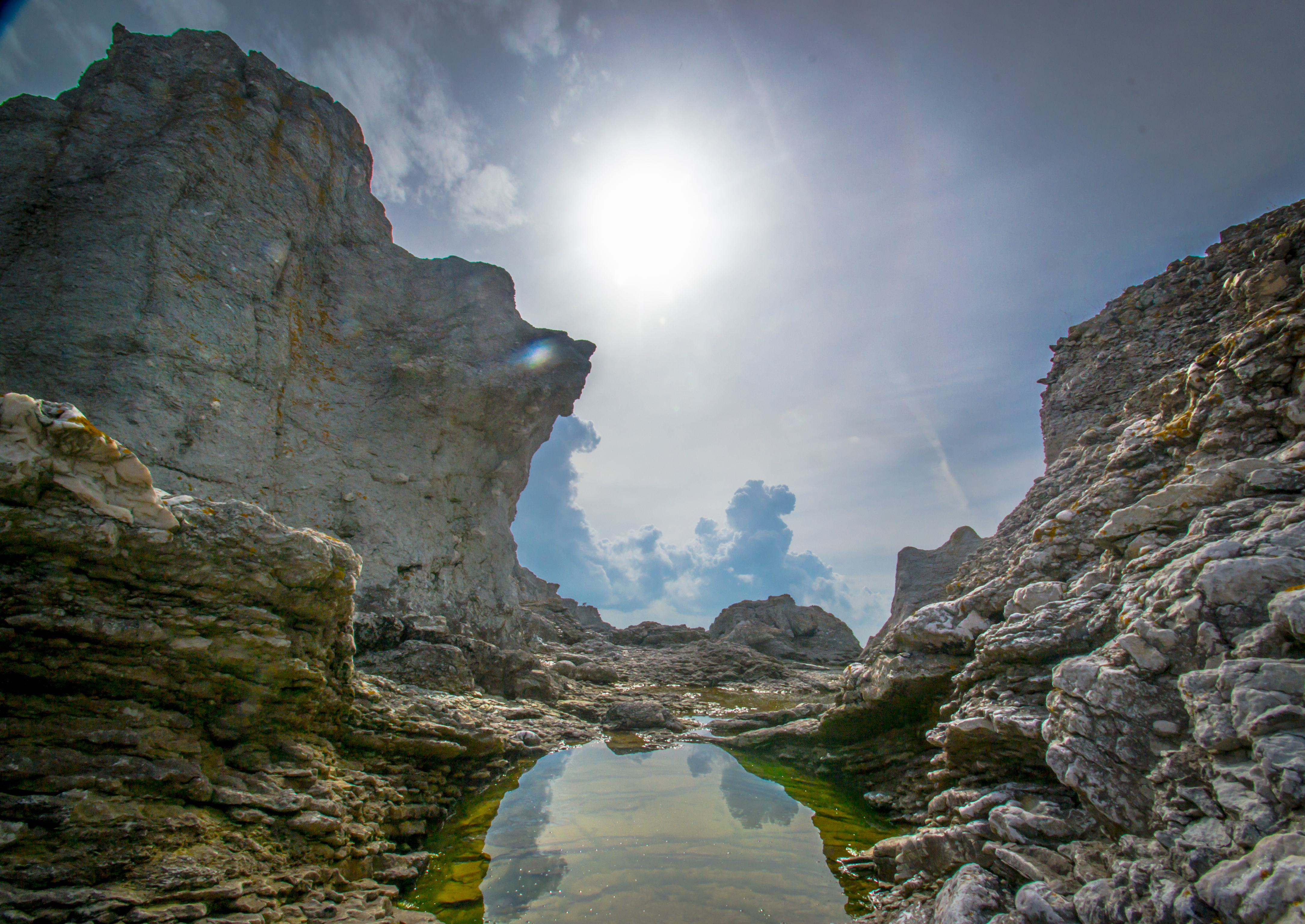
Langhammars
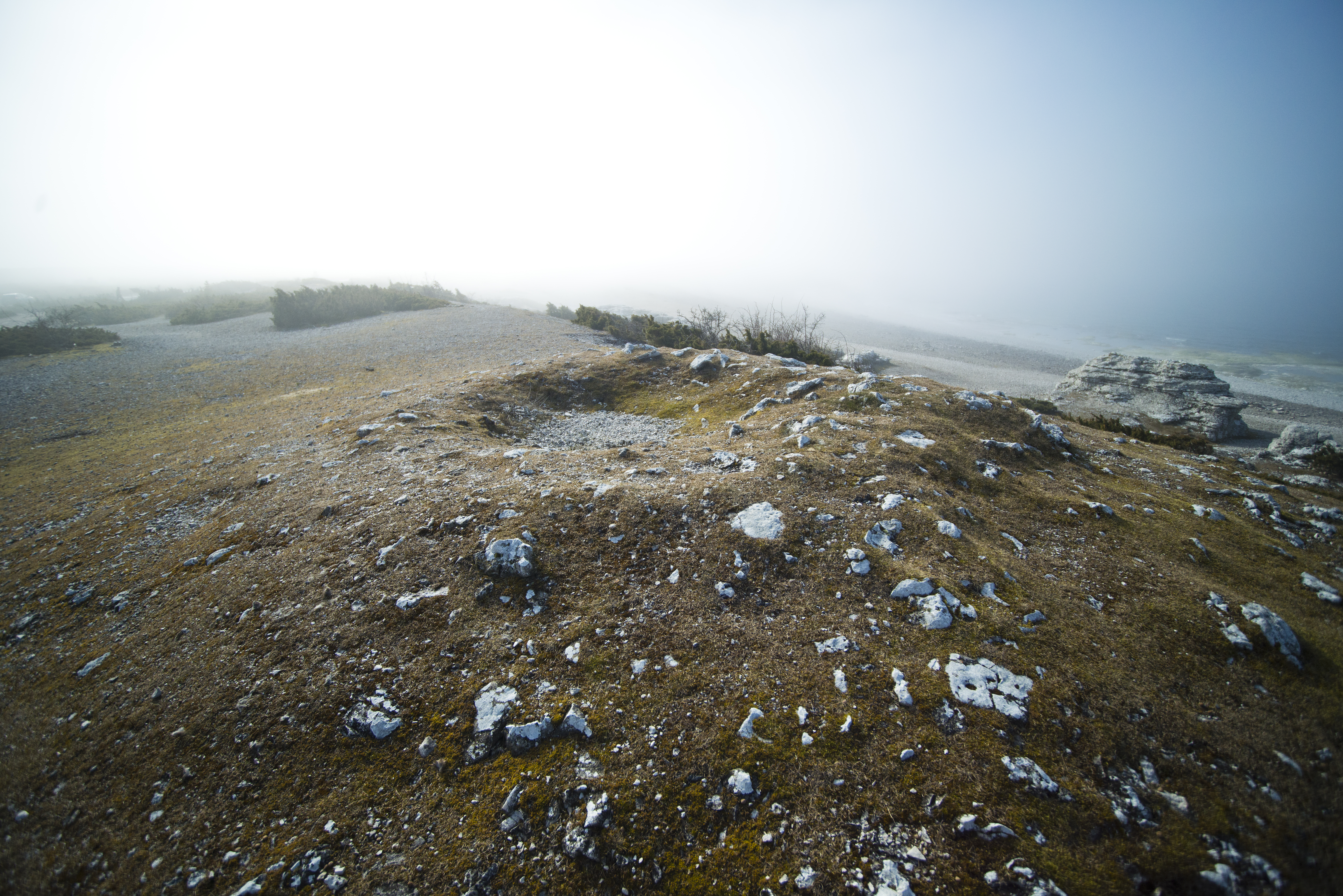
Röse på Langhammars